# Devarahalli, Malur
Devarahalli là một làng thuộc tehsil Malur, huyện Kolar, bang Karnataka, Ấn Độ.